# جيت موتو 2
جيت موتو 2 (بالإنجليزية: Jet Moto 2)‏ ، وتسمى في النسخة الأوروبية جيت رايدر 2 (Jet Rider 2) ، وفي النسخة اليابانية جيت موتو’98 (Jet Moto '98)، وهي لعبة فيديو إلكترونية، أنتجت عام 1997م، وهي الجزء الثاني من سلسلة جيت موتو، واللعبة هي من نوع سباق الدراجات النارية التي تسير فوق المياه والمجاري والشوارع .